# .dm
.dm је највиши Интернет домен државних кодова (ccTLD) за Доминику.